# Y 9100
,
Les Y 9100 sont des locomoteurs, c’est-à-dire de gros locotracteurs de la SNCF.
L'objectif de la SNCF était d'introduire des engins de puissance intermédiaire entre les locomotives et les locotracteurs afin de remplacer les locomotives à vapeur 040 ou 130 pour la desserte d'embranchements particuliers. Leur puissance permettait d'assurer des manœuvres lourdes comme la mise en place de rames dans les grandes gares.
L'apparition des BB 66000 et leur généralisation entraîna la disparition progressive des locomoteurs, souffrant d'une vitesse insuffisante. L'apparition à la fin des années 1970 des Y 8000 permit de remettre les locomoteurs au goût du jour, même si la simplification du classement ne les fait pas considérer en tant que tels.

## Modélisme
Cette série a toutefois été l’aînée des Y 9200 mais surtout des Y 51100 qui ont été reproduits en modélisme par Jouef. Une reproduction de qualité existe également chez la firme Model-Loco (kit à monter principalement en métal blanc). Plus récemment, ils ont été reproduits par le fabricant allemand NPE/Makette.

## Réseaux titulaires au 1er janvier 1958[2]
- Nord - 2 : 5[2]
- Ouest - 3 : 6[2]
- Sud  Ouest - 4 : 30[2]
- Sud - Est - 5 : 4[2]
- Méditerranée - 6 : 4[2]